# Pauli Rantasalmi
Pauli Esko Antero Rantasalmi (Helsinki, 1º maggio 1979) è un chitarrista finlandese, fondatore dei Rasmus e componente stabile della formazione fino al 2022.

## Carriera
Pauli ha cominciato a suonare all'età di 5 anni. Oltre a suonare con i The Rasmus produce band di successo quali i Killer e i Kwan.
Nel 1999 ha avuto una parte nel film Pitkä Kuma Kesa.
Il 9 gennaio 2022 il chitarrista ha annunciato il proprio addio dalla formazione pur rimanendo in ottimi rapporti con i restanti componenti del gruppo. Al suo posto è entrata Emilia "Emppu" Suhonen, annunciata il 12 dello stesso mese.

## Discografia

### Con i Rasmus
- 1996 – Peep
- 1997 – Playboys
- 1998 – Hellofatester
- 2001 – Into
- 2003 – Dead Letters
- 2005 – Hide from the Sun
- 2008 – Black Roses
- 2012 – The Rasmus
- 2017 – Dark Matters